# Bistrețu, Mehedinți
Bistrețu este un sat în comuna Devesel din județul Mehedinți, Oltenia, România.

## Etimologie
Numele l-a luat de la Balta Bistrețului, lângă care s-a ridicat satul. Bistrețu provine de la „bistru” (slavă) = repede. Satul este relativ nou, sfârșitul sec. al XIX-lea, format prin împroprietărirea țăranilor din localitățile învecinate — Vânjuleț, Jiana, Dănceu, Burila etc.

## Așezare geografică
Sat al communei Devesel din mai 1968, situat la sud-vest de satul de reședință, într-o regiune de dune de nisip și de bălți (Balta Bistrețului,Bărboasa, Punți, Topila), și la nord de satul Mileni.
Căi de acces: 3 km de comuna Devesel, pe DN568 până la punctul numit „La Conac”, apoi pe DJ562 încă 2 km.

## Evoluție demografică
- 1945 = 935 locuitori
- 1977 = 935 locuitori
- 1992 = 724 locuitori
- 2002 = 695 locuitori